# Пермь-Сортировочная
«Пермь-Сортиро́вочная» — железнодорожная станция Пермского региона Свердловской железной дороги, находится в г. Перми.
Выход на микрорайон Пролетарский, с развитой инфраструктурой.

Есть действующая билетная касса.